# Herzogiella letestui
Herzogiella letestui là một loài Rêu trong họ Hypnaceae. Loài này được (Dixon & P. de la Varde) Ando mô tả khoa học đầu tiên năm 1973.